# Japons
Japons je městys v Rakousku ve spolkové zemi Dolní Rakousy v okrese Horn. Žije v něm 736 obyvatel (podle sčítání z roku 2016).

## Poloha
Japons se nachází v severní části spolkové země Dolní Rakousy v regionu Waldviertel. Leží asi 15 km severozápadně od okresního města Horn. Rozloha území městysu činí 29,38 km², z nichž 16,3% je zalesněných.

### Členění
Území městyse Japons se skládá z osmi částí (v závorce uveden počet obyvatel k 1. 1. 2015):
- Goslarn (česky Kozlany)[zdroj?] - 39 obyv.
- Japons (244)
- Oberthumeritz (38)
- Sabatenreith (60)
- Schweinburg (85)
- Unterthumeritz (117)
- Wenjapons (92)
- Zettenreith (61)

## Historie
V částích Oberthumeritz a Unterthumeritz byly učiněny nálezy z mladší doby kamenné.
První písemná zmínka pochází z roku 1336 ve tvaru Chinjapons (Kirchjapons). Ze stejného roku pochází též první písemná zmínka o Zettenreith. V roce 1386 je v Unterthumeritz doložen hrad. Třicetiletá válka Japons velmi těžce postihla.
V několika lomech jižně od Unterthumeritz byl v 19. století a na počátku 20. století získáván Thumeritzký mramor.

## Fotogalerie

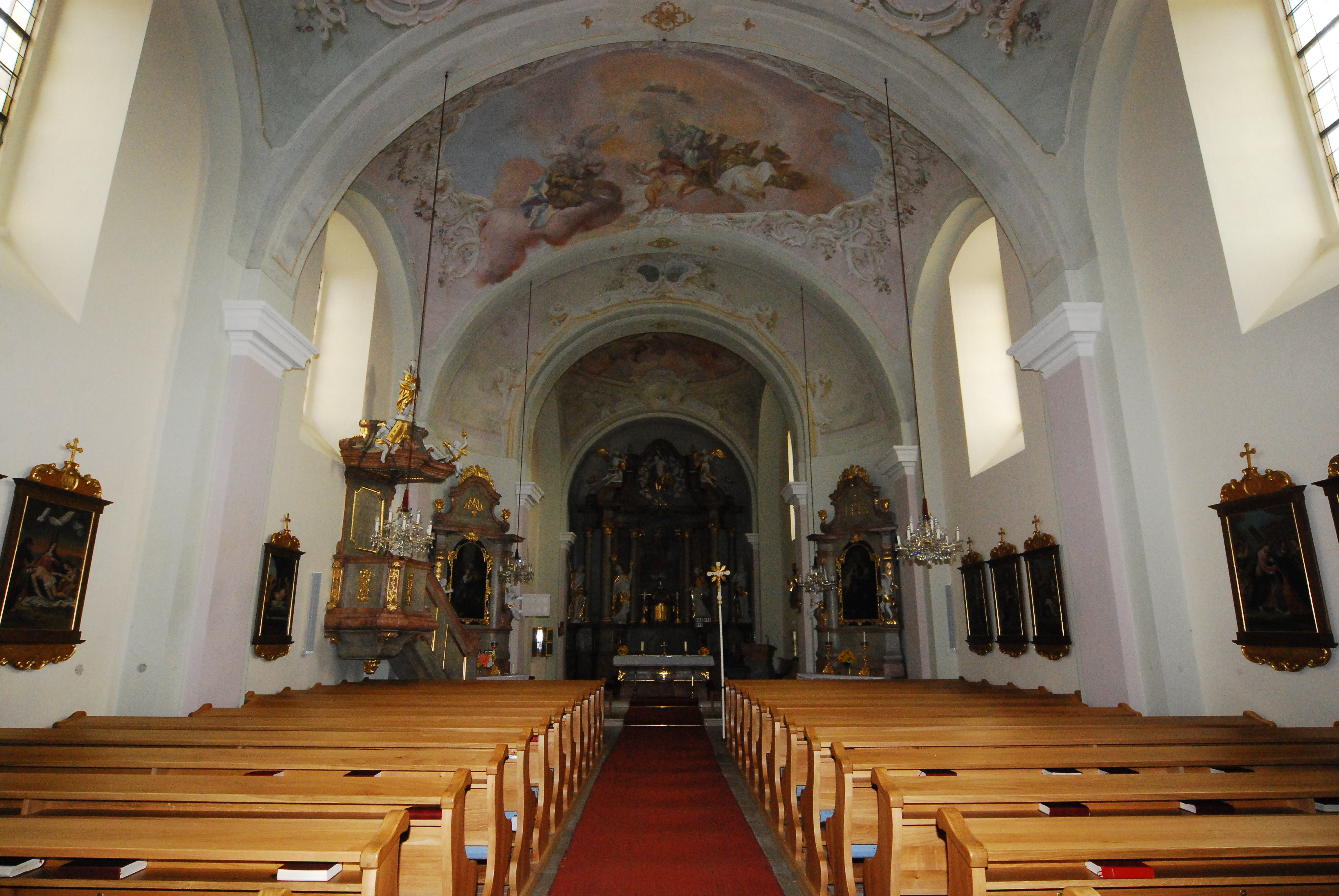
Farní kostel sv. Vavřince v Japons (interiér)
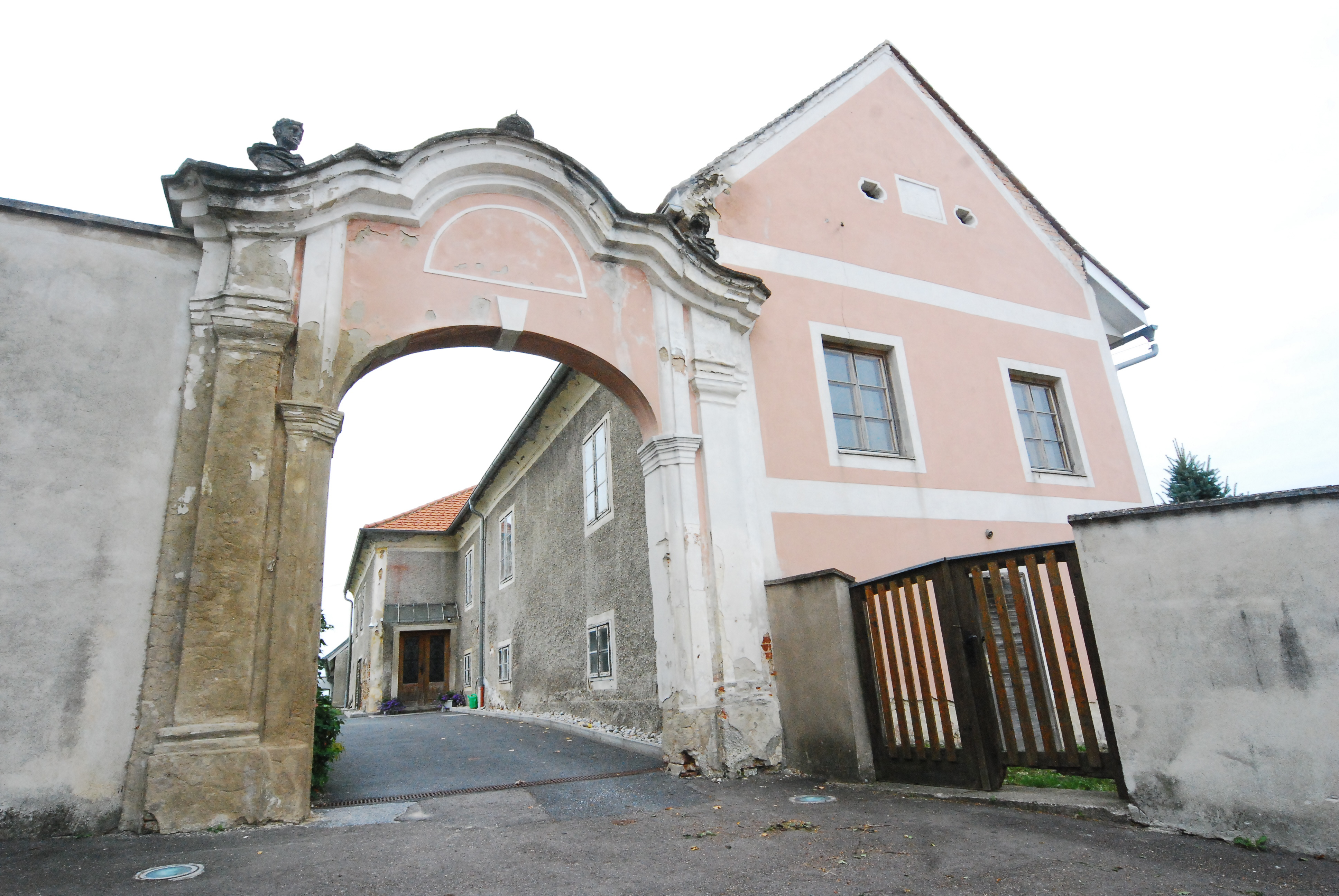
Fara v Japons
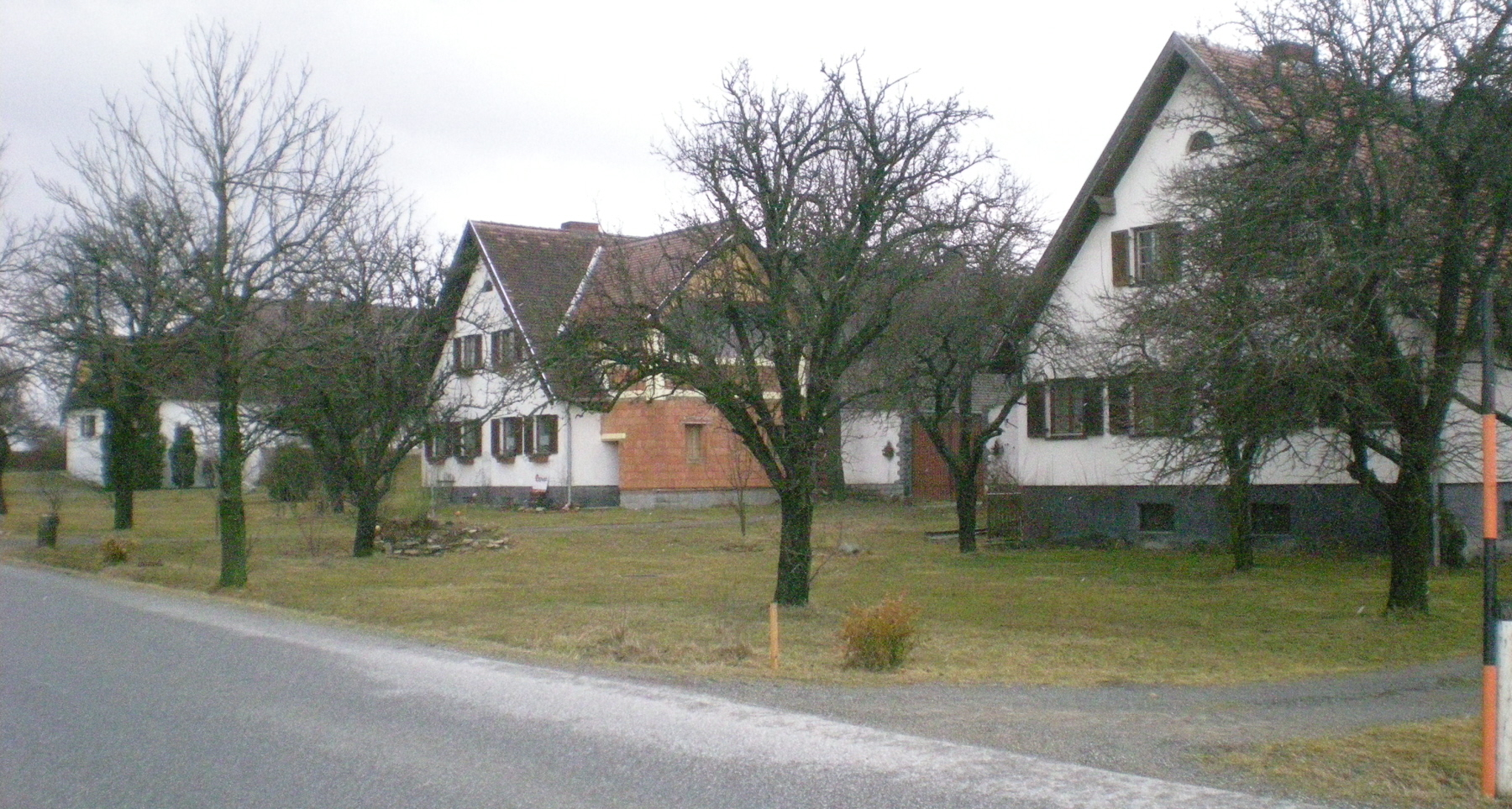
Unterthumeritz
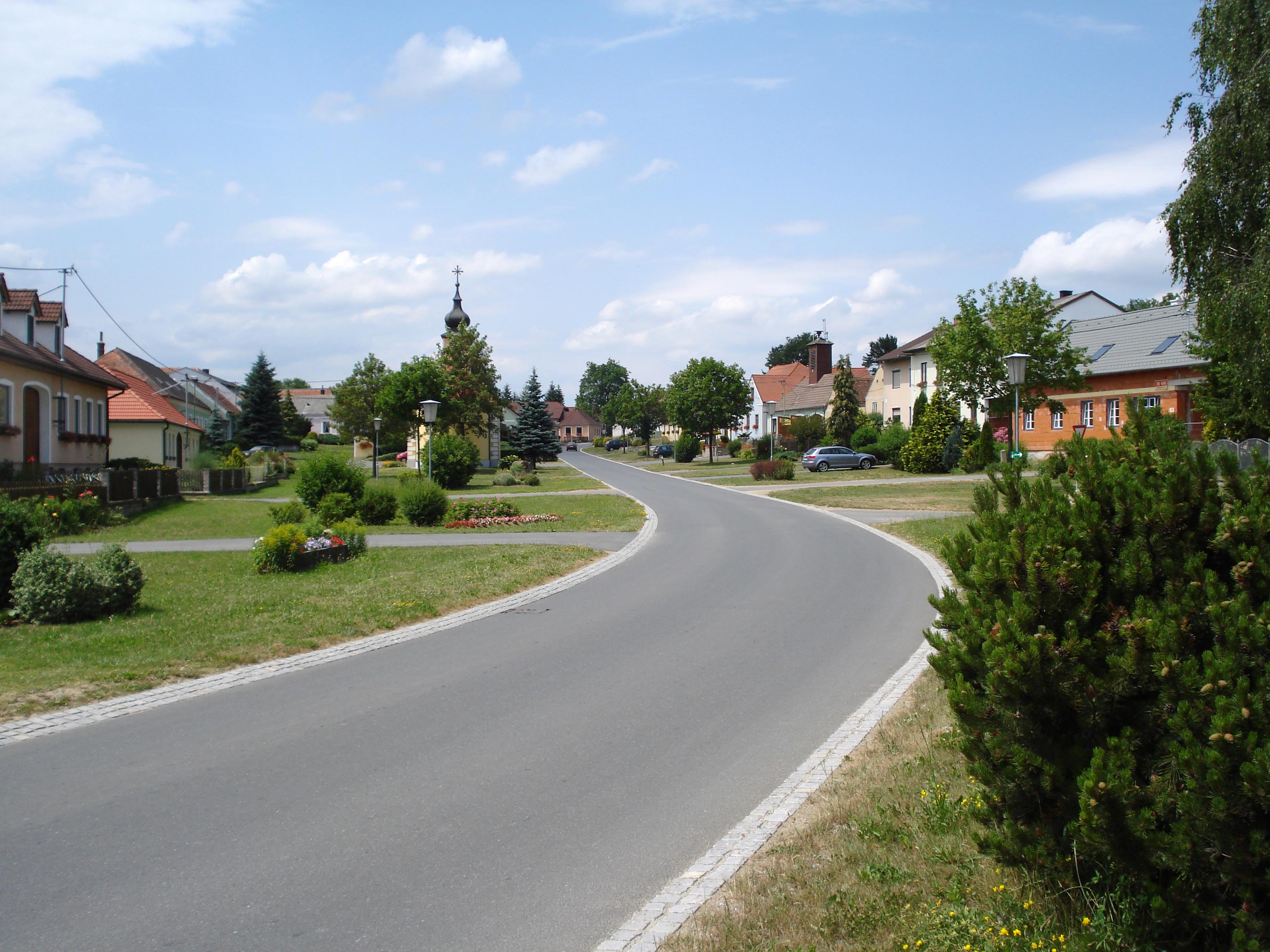
Wenjapons
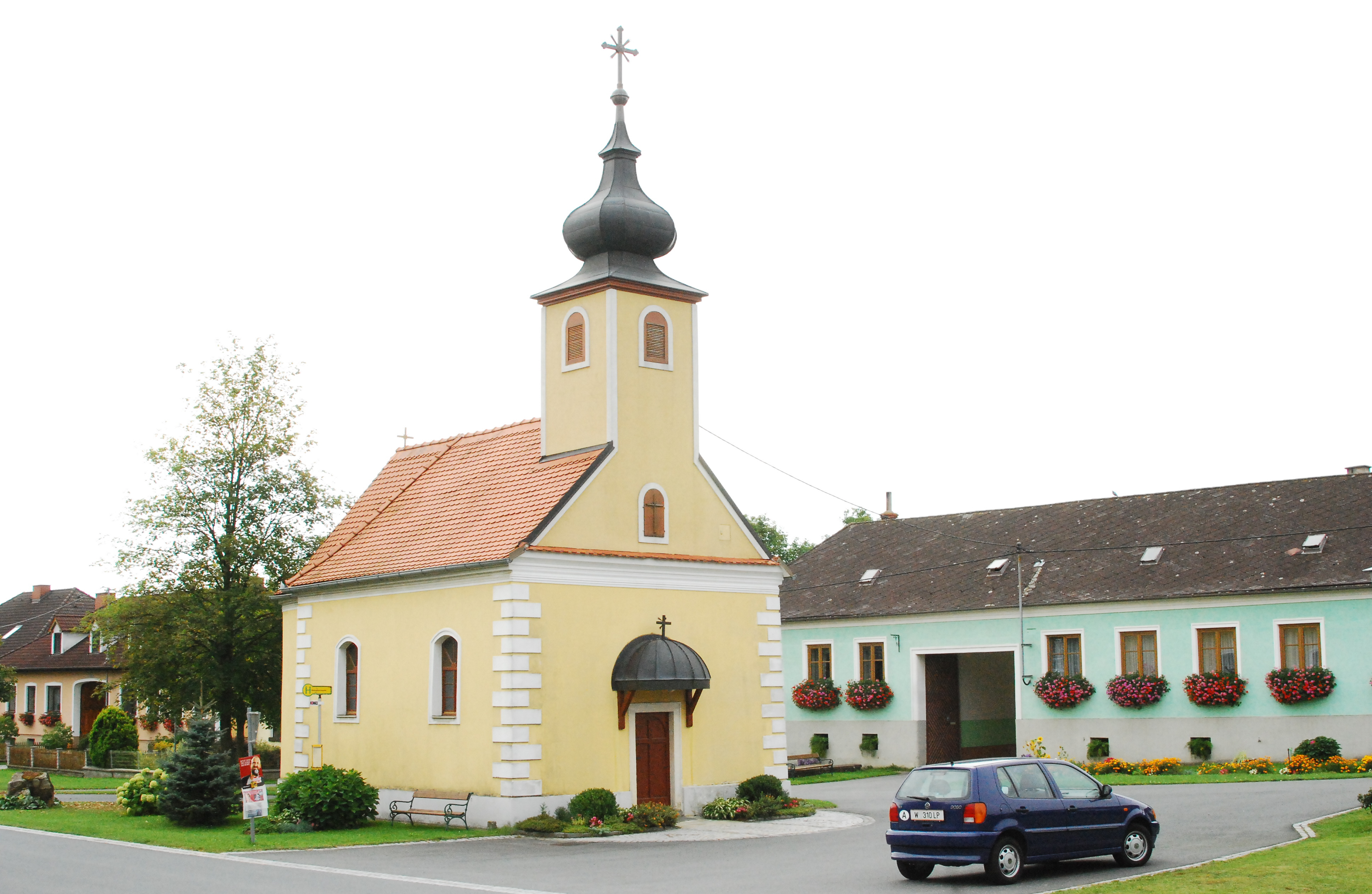
Kaplička ve Wenjapons
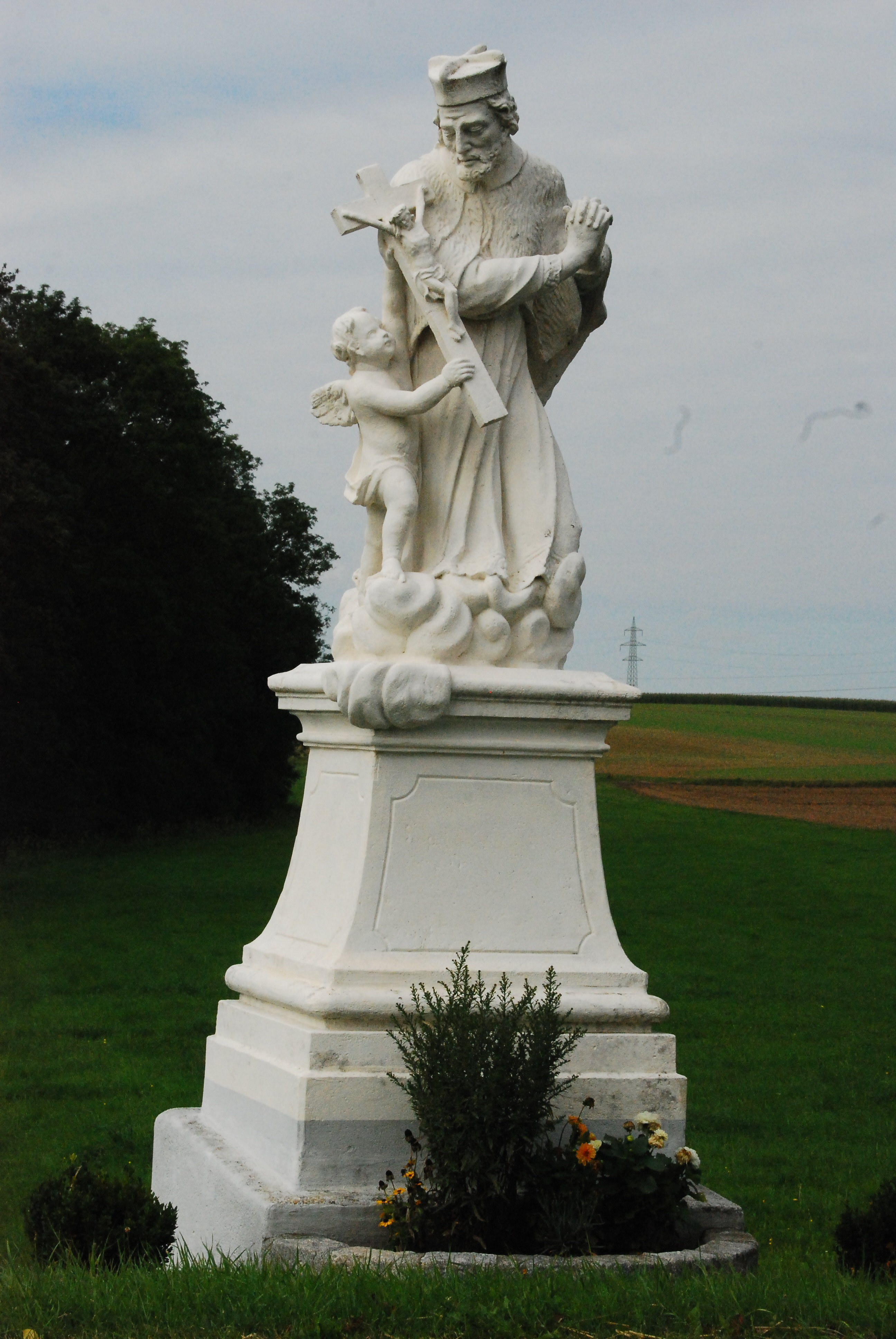
Socha sv. Jana Nepomuckého ve Wenjapons